# Georg Knetsch
Georg Wilhelm Richard Knetsch (* 9. Februar 1904 in Wiesbaden; † 28. Juni 1997 in Würzburg) war ein deutscher Geologe. Er war Professor an der Universität Würzburg und dort Vorstand des Geologischen Instituts und 1960/61 Rektor.

## Leben
Knetsch studierte 1923 bis 1925 an der Universität Marburg und 1925 bis 1927 an der Universität München, unter anderem bei Emanuel Kayser, Hans Cloos, Ferdinand Broili. 1927 war er Assistent an der Universität München und 1928 bis 1936 als praktischer Geologe in Südafrika, Südwestafrika (Namibia), Ghana (Goldküste), Sierra Leone. 1937 war er an der Reichsanstalt für das Deutsche Bäderwesen und 1938 als Privatdozent an der Universität Bonn. 1939 bis 1945 war er Wehrgeologe unter anderem in Libyen. 1949 wurde er außerplanmäßiger Professor an der Universität Bonn. 1951 bis 1953 war er Direktor der Abteilung Geologie der Universität Kairo und Berater der ägyptischen Regierung in Bergbau- und Wasserfragen. Ab 1955 war er ordentlicher Professor in Würzburg.
Er befasste sich in den 1930er und 1940er Jahren auch mit der Geologie von Trockengebieten in Südwestafrika (zum Beispiel Diamantlagerstätten an der Oranje-Mündung) und in Libyen (Marmara-Senke) Er verfasste ein Buch über die Geologie Deutschlands.
1961 erhielt er die Hans-Stille-Medaille. 1974 wurde er Ehrenmitglied der Geologischen Vereinigung. 1962 wurde er Mitglied der Leopoldina. Zudem ist er seit Namensgeber für den Knetschberg in der Antarktis.

## Schriften
- Über Wickelstrukturen aus dem fränkischen Röt. In: Abh. dtsch. Akad. Wiss. Berlin, Kl. III, 1960 (1), Berlin 1960, S. 375–377
- Geologie von Deutschland und einigen Randgebieten, Enke Verlag 1963
- mit Josef Frechen, Michael Hopmann Die vulkanische Eifel, Bonn, Wilhelm Stollfuss 1960
- mit Werner Beetz, Fritz Behrend, Fritz-Erdmann Klingner Der geologische Bau, die nutzbaren Lagerstätten und die Bergwirtschaft Afrikas, Teil 1 bis 3, Erich Obst (Herausgeber) Handbuch der praktischen Kolonialwissenschaften, Band III, Walter de Gruyter 1942–1943